# Chřestnatec

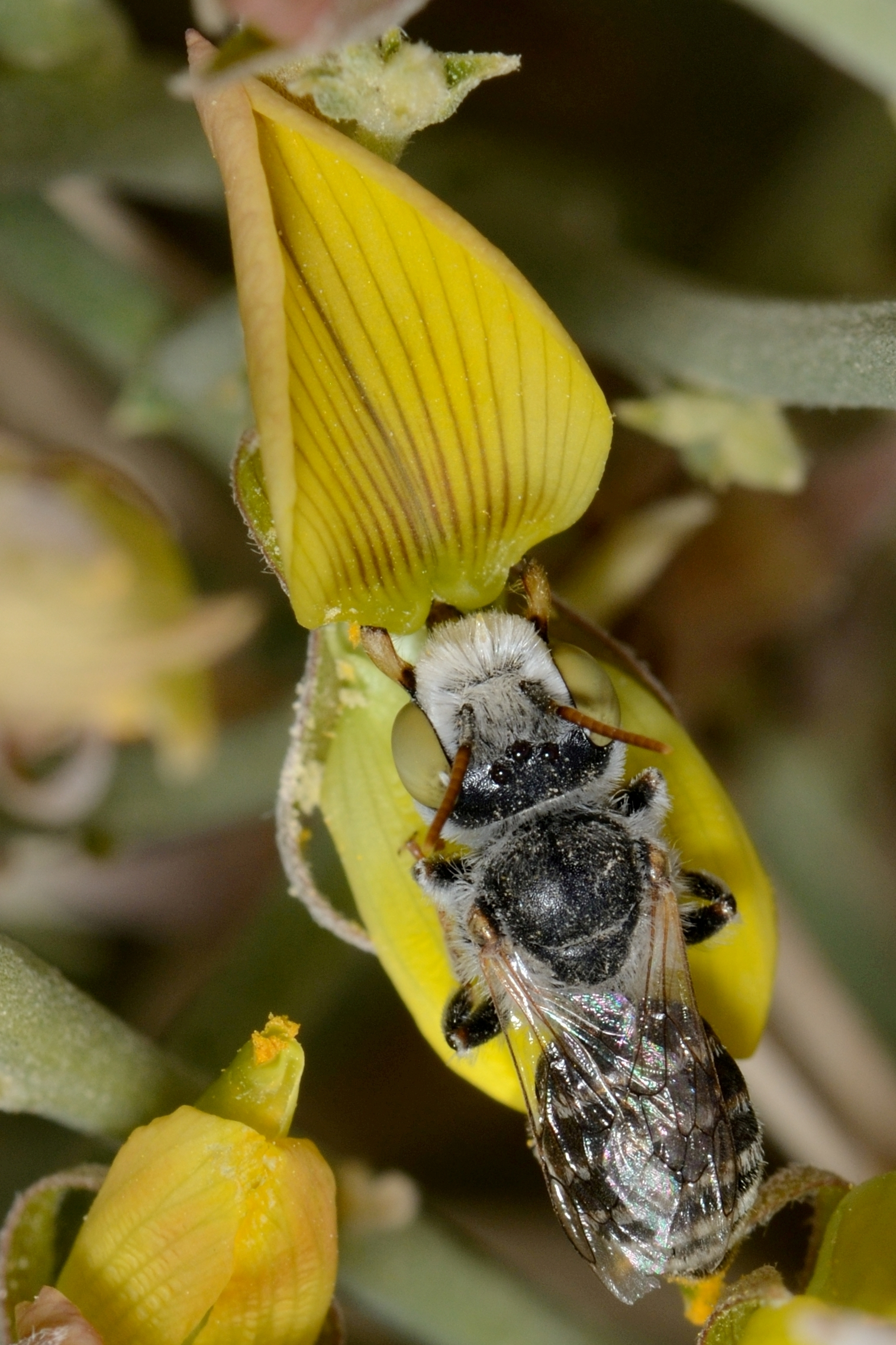
Opylovač na květu Crotalaria aegyptiaca

Chřestnatec (Crotalaria) nebo též česky krotalárie, je velký rod rostlin z čeledi bobovité (Fabaceae), zahrnující celosvětově přes 600 druhů. Jsou to povětšině byliny a keře se žlutými motýlovitými květy, rozšířené zejména v tropech a subtropech všech kontinentů. Český i odborný název tohoto rodu je odvozen od toho, že semena v suchých luscích chřestí.

## Popis
Chřestnatce jsou poléhavé či vzpřímené, jednoleté nebo vytrvalé byliny a keře, výjimečně i nevelké stromy. Často jsou krátkověké. Listy jsou jednoduché nebo trojlisté, celokrajné, většinou řapíkaté, řidčeji přisedlé. Palisty jsou nitkovité až ploché nebo chybějí. Květenství je nejčastěji vrcholový hrozen, řidčeji je hlávkovitě stažené nebo úžlabní. Některé druhy mají nápadné květy. Kalich je zelený, zvonkovitý, pětičetný se zuby nestejnými a delšími než kališní trubka, případně dvoupyský. Koruna je nejčastěji žlutá, někdy červeně žíhaná, řidčeji bílá, purpurová až tmavě modrofialová. Pavéza je velká, okrouhlá až vejčitá, delší než křídla i člunek. Křídla jsou obvejčitá až podlouhlá. Člunek je zahnutý, na vrcholu protažený v dobře vyvinutý zoban. Tyčinek je 10, 5 delších a 5 kratších. Semeník je stopkatý až přisedlý, se 2 až mnoha vajíčky a dlouhou, silně zakřivenou čnělkou. Lusk je téměř přisedlý až stopkatý, vejcovitý až podlouhlý, s okrouhlým průřezem až nafouklý. Plody obsahují 2 až mnoho semen. Osemení je tvrdé, hladké a nepropustné pro vodu.

## Rozšíření
Rod Crotalaria náleží mezi velké rody, celosvětově zahrnuje asi 600 až 700 druhů. Je rozšířen v tropech a subtropech celého světa, některé druhy zasahují i do teplých oblastí mírného pásu. Nejvíce druhů se vyskytuje ve východní a jižní tropické Africe. Některé druhy, zejména Crotalaria pallida a C. verrucosa, se jako plevelné rostliny rozšířily v tropech po celém světě. V Evropské květeně není žádný druh zastoupen.
Chřestnatce nejčastěji rostou na suchých písčitých půdách, skalnatých svazích, travnatých březích vodních toků a pobřežních písčitých oblastech.

## Obsahové látky
Některé chřestnatce, např. Crotalaria pallida a C. retusa, obsahují jedovaté pyrrolizidinové alkaloidy způsobující chronické otravy dobytka známé jako krotalismus. Jako první alkaloid byl ze semen, listů a stonků druhu Crotalaria spectabilis izolován monokrotalin. Z různých druhů chřestnatců bylo již izolováno více než 40 pyrrolizidinových alkaloidů. Většinou poškozují játra, za nejjedovatější z nich jsou považovány retrorsin a retronecin.

## Taxonomie
Rod Crotalaria je v současné taxonomii čeledi bobovité řazen spolu s dalšími 10 rody do tribu Crotalarieae. Tento rod patří mezi taxonomicky náročné rody a mnohé navzájem velmi podobné druhy je obtížné identifikovat.

## Zajímavosti
Český název chřestnatec stejně jako latinský (Crotalus = chřestýš) je odvozen od toho, že semena jsou v suchých plodech často volná a lze s nimi chřestit. Za tímto účelem používají např. jihoameričtí indiáni kmene Panare plody druhu Crotalaria pilosa jako chřestidla.
Bezbarvé odění sušených rostlin (např. na herbářových položkách) často nabývá žlutých až hnědých barev, což občas vedlo k zavádějícímu popisu vzhledu rostlin.

## Význam
Z chřestnatců má největší význam asijský druh Crotalaria juncea, stará indická kulturní rostlina pěstovaná jako zdroj vlákna a také jako krmivo a zelené hnojení. Považuje se za jednu z nejstarších přadných rostlin. Vlákno se prodává na světových trzích nejčastěji jako sundské nebo bengálské konopí. Používá se na výrobu kvalitních tkanin a také rybářských sítí, provazů a cigaretového papíru. V dnešní době již roste tento druh zplaněle v tropech všech kontinentů. Vlákno poskytují i některé další druhy, např. Crotalaria laburnifolia, která se v tropech také občas pěstuje jako okrasná rostlina, dále C. burhia, C. cannabina, C. intermedia, C. retusa a C. saltiana.
Různé druhy chřestnatců jsou pěstovány jako zelené hnojení a hodnotné krmivo, některé druhy jsou však jedovaté. Pěstují se také jako krycí a ochranné rostliny na plantážích kakaa, čaje, kávy a podobně. Chřestnatec Crotalaria alata je využíván k ochraně erodovaných půd a ke zlepšování půdy. Některé druhy, zejména Crotalaria micans, C. lanceolata a C. ochroleuca, jsou v klimaticky příhodných oblastech pěstovány jako okrasné rostliny. Chřestnatce Crotalaria verrucosa a C. juncea mají využití v tradiční indické medicíně.
Některé převážně africké chřestnatce tolerují vysoký obsah kovů v půdě. Druhy C. cornettii, C. dilolensis, C. francoisiana a C. peschiana jsou kuprofyty, prakticky využitelné při prospektorské činnosti při hledání ložisek mědi. C. cobalticola hromadí ve velkém množství kobalt, jehož množství v popeli rostlin dosahuje až 2%. C. florida var. congolensis roste na půdách bohatých manganem.